# Erwin Wenzl

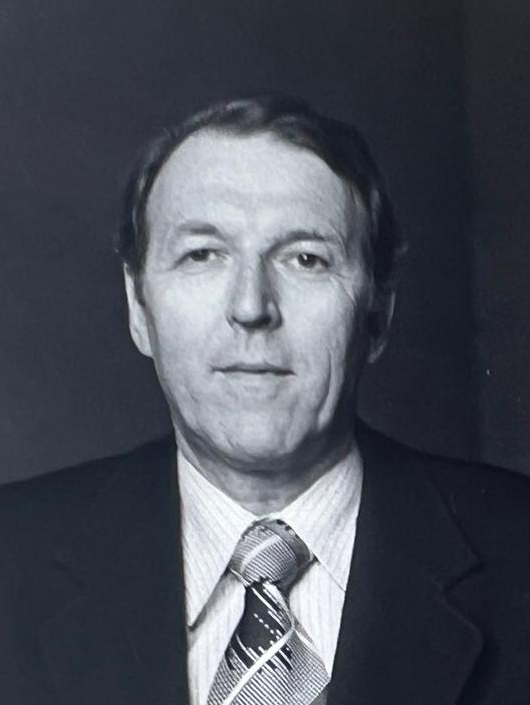
Erwin Wenzl

Erwin Wenzl (* 2. August 1921 in Annaberg; † 17. Oktober 2005 in Linz) war ein österreichischer Genossenschaftsangestellter und Politiker (ÖVP). Von 1971 bis 1977 war er Landeshauptmann von Oberösterreich.

## Leben
Erwin Wenzl wurde am 2. August 1921 als Sohn des Bergwerksverwalters Alois Wenzl (* 12. Juni 1885 in Schwarzach, Böhmen) und dessen Ehefrau Josefa (geborene Mugrauer; * 16. August 1893) in Annaberg geboren und am 8. August 1921 auf den Namen Erwin getauft. Seine Eltern hatten am 3. Juli 1920 in Annaberg geheiratet. Die Familie lebte zu dieser Zeit in der Ortschaft Langseitenrotte, in der der Vater auch seinem Beruf als Bergwerksverwalter nachging.
Nach seiner allgemeinen Schulausbildung, die ihn unter anderem ans Bischöfliche Gymnasium Petrinum nach Linz führte, an dem er am 21. Mai 1934 auch gefirmt wurde, begann er ein Jusstudium. Da er im Jahr 1941 zur Wehrmacht einrücken musste, konnte er sein Studium erst nach dem Zweiten Weltkrieg im Jahr 1945 fortsetzen. Er promovierte im Jahr 1947. 
Politisch war Wenzl von 1952 bis 1968 Landesparteisekretär und von 1968 bis 1977 Landesparteiobmann der ÖVP Oberösterreich. Zugleich war er zwischen 1955 und 1977 Abgeordneter zum Oberösterreichischen Landtag, sowie von 1955 bis 1971 Landesrat, wo er das Baureferat innehatte. Im Jahr 1971 wurde er als Nachfolger von Heinrich Gleißner zum Landeshauptmann von Oberösterreich gewählt und blieb es bis 1977.
Im Jahr 1977 schied er aus privaten Gründen aus der Politik aus und wechselte in die Wirtschaft. So bekleidete er bis 1989 den Posten des Generaldirektors der Oberösterreichischen Kraftwerke AG.
Er war treibende Kraft der Reaktivierung der K.Ö.St.V. Hilaria Wilhering zu Linz im MKV im Jahre 1968. Weiters war er Mitglied K.Ö.St.V. Nibelungia 1901 zu Linz, der K.Ö.St.V. Frankonia zu Linz, der K.Ö.St.V. Flavia zu Lambach, bei K.Ö.St.V. Rugia zu Ried i.I., der e.v. K.Ö.St.V. Amelungia Linz im MKV sowie der A.V. Austria Innsbruck im ÖCV.

## Privates
Am 14. August 1950 heiratete Wenzl in Innsbruck in erster Ehe eine Charlotte Wim(m)ler, eine Dr. phil., mit der er die beiden Töchter Gabriele (* 1955) und Claudia (* 1960) bekam. Nach dem Tod seiner Frau heiratete er im Jahre 1979 in Kitzbühel in zweiter Ehe eine Ilse Friederike Wagner (geborene Buchwiser), mit der er die Tochter Elisabeth (* 1979) hatte.

## Ehrungen und Auszeichnungen (Auswahl)
- 1961: Ehrenbürger der Gemeinde Perwang am Grabensee